# Vindišarska teorija
Vindišarska teorija je teza avstrijskega zgodovinarja Martina Wutta, objavljena leta 1927. Ideja se je germanizatorjem porodila na podlagi dejstva, da so Slovence že od davnih časov klicali Vendi oz. Vindi, kar je nemška oblika imena Veneti. Ko so se leta 1812 preporoditelji odločili, da bodo narod med Alpami, panonsko ravnico in Jadranom imenovali Slovenci, v igri je bilo tudi ime Karantanci, je nastalo novo politično ime, ki se je najpočasneje širil prav med Nemci, saj so ga dokončno sprejeli šele po I. svetovni vojni.
Avstrijski Nemci so koroške in štajerske Slovence, kljub novemu političnemu imenu Slovenci, še naprej imenovali Windisch, prebivalce Kranjske pa največkrat Krajnci, redkeje tudi Slovenci. Opredelitev za Slovence so Nemci šteli za separatizem, rušenje miru in enotnosti Avstrije. Tako so, da bi Slovence razdvojili in v svojih narodnih zahtevah sprli in oslabili trditi, da Vindiši niso Slovenci in da vindiš jezik ni slovenski, pač pa različica slovanskega jezika oz. celo mešanica slovanskega in nemškega jezika. Do najvišjega razvoja Vindišarske teorije je prišlo na Koroškem, ki ji je leta 1927 zgodovinar Martin Wutte poskušal nadeti znanstveno vrednost.. Kasneje je Wutte svoja stališča zbližal z uradnim nacionalsocializmom, po vojni pa se je ponovno distanciral od le-tega in se vrnil k svojim prejšnjim nacionalističnim izhodiščem.
Izraz "windisch" je Deželni šolski svet Koroške prepovedal leta 1946. Navodila za izpolnitev popisnega lista, objavljena v Uradnem listu za šolstvo na avstrijskem Koroškem leta 1951, je izrecno zahtevalo, naj se pri slovenskih šolarjih v rubriko o materinem jeziku vpiše 'slovenščina' in ne 'windisch'.